# Colomesus psittacus
Colomesus psittacus es una especie de peces de la familia Tetraodontidae en el orden de los Tetraodontiformes.

## Morfología
- Los machos pueden llegar alcanzar los 28,9 cm de longitud total.[1][2]

## Alimentación
Come principalmente moluscos.
caracoles o gambas

## Hábitat
Es un pez de clima tropical (23 °C-26 °C) y demersal.

## Distribución geográfica
Se encuentran en Sudamérica: desde el Golfo de Paria hasta el río Amazonas en Brasil.

## Observaciones
Es inofensivo para los humanos.